# Dana (zeiță celtică)
În mitologia celtică , Dana este zeița-mamă, numită și Danu sau Ana. În Irlanda ea este mama tuturor zeilor "Tuatha de Danann", iar în Țara Galilor este mama zeului suprem, Dagda, și a lui Goibniu. Zeiță a fertilității, a păcii, a prosperității, ea comandă luna, reglează timpul și mersul lunii. Ea este regina Tenebrelor și însoțitoarea sufletelor spre Lumea Cealaltă. Dana este adeseori reprezentată, ca de altfel și alte divinități, fie sub formă unică, fie sub aceea a trei femei așezate, cifra trei având un caracter simbolic la celți. Astfel, în Galia, ea este venerată sub forma a trei matroane. De la numele zeiței Dana (Danu) este posibil să se fi format cuvântul Danubius, numele latin dat Dunării, în special cursului superior al acestui fluviu, în zona căruia exista o populație numeroasă de celți.